# 정민경 (1992년)
정민경(1992년 10월 1일~)은 대한민국 前 쇼핑 호스트이자 부산 MBC 기상캐스터이다. 

## 학력
- 부산대학교 정치외교학과 학사

## 경력
- KNN 리포터
- 울산광역시청 사내 아나운서
- 부산MBC 기상캐스터

## 같이 보기
- 미스코리아 부산, 울산
- 2016년 미스코리아